# 1950-es magyar öttusabajnokság
Az 1950-es magyar öttusabajnokságot október 1. és 6. között rendezték meg. A versenyzőket az öt versenyszámban elért helyezési számuk összege alapján értékelték. A viadalt Szondy István nyerte meg, aki ezzel megvédte bajnoki címét. A csapatversenyt az ÉPSZER nyerte a Bp. Honvéd előtt.

## Eredmények

### Férfiak

#### Egyéni
| Hely | Név             | Klub             | Eredmény |
| ---- | --------------- | ---------------- | -------- |
| 1.   | Szondy István   | Épületszerelő SE | 15       |
| 2.   | Hegedűs István  | Épületszerelő SE | 26       |
| 3.   | Benedek Gábor   | Bp. Honvéd       | 31       |
| 4.   | Hegedűs Frigyes | Bp. Honvéd       | 31       |
| 5.   | Karácson László | Bp. Honvéd       | 32       |
| 6.   | Rátonyi Sándor  | Épületszerelő SE | 36       |
| 7.   | Turák József    | Vasas            | 36       |
| 8.   | Kovácsi Aladár  | Vasas            | 40       |
| 9.   | Bellaágh György | Épületszerelő SE | 41       |
| 10.  | Gérecz Attila   | Bp. Honvéd       | 42       |

#### Csapat
| Hely | Név                                             | Klub             | Eredmény |
| ---- | ----------------------------------------------- | ---------------- | -------- |
| 1.   | Szondy István, Hegedűs István, Rátonyi Sándor   | Épületszerelő SE | 77       |
| 2.   | Benedek Gábor, Karácson László, Hegedűs Frigyes | Bp. Honvéd       | 94       |
| 3.   | Turák József, Kovácsi Aladár, Mészáros          | Vasas            | 132      |